# Издательство Криптоферратской обители
«Издательство Криптоферратской обители» («Издательство монастыря Гроттаферрата») — христианское издательство при монастыре Гроттаферрата в пригороде Рима, Италия, выпускавшее c 1935 по 1983 годы богослужебную литературу кириллической печати для нужд Русского апостолата в Русском Зарубежье в XX веке. 

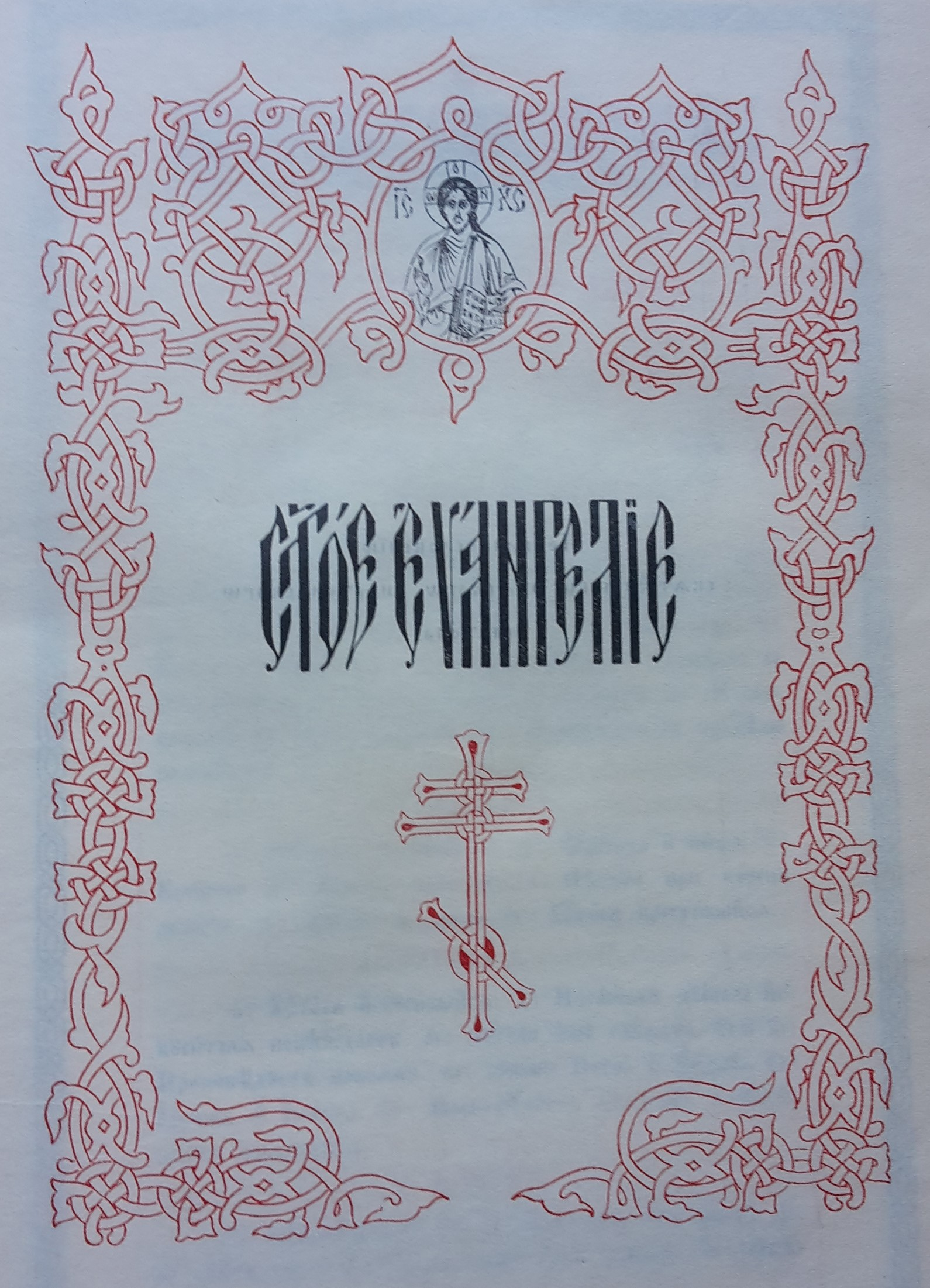
Образец кирилической печати типографии монастыря Гроттаферрата, Титульный лист Богослужебного Евангелия

## История
Уникальная типография монастыря, обладающая особой полиграфической культурой, имеет многочисленные образцы изданий на разных языках, как на латинском, итальянском, греческом, так и на церковно-славянском. Издательский комплекс монастыря объединяет редакцию, печатное производство, школу типографского дела итал. Scuola Tipografica Italo-Orientale «S. Nilo» (Итало-Восточная типографская школа «Св. Нила»). 
Образцы не просто репродуцируют документы, некоторые из них имеют высокий уровень книжного искусства. Продукция снабжалась указанием:

…по повелению Святейшего Вселенского Архиерея... трудом Святейшего о Восточной Церкви Совета, напечатася книга сия… в богоспасаемом граде Ветхаго Рима, в типографии Криптоферратския обители...

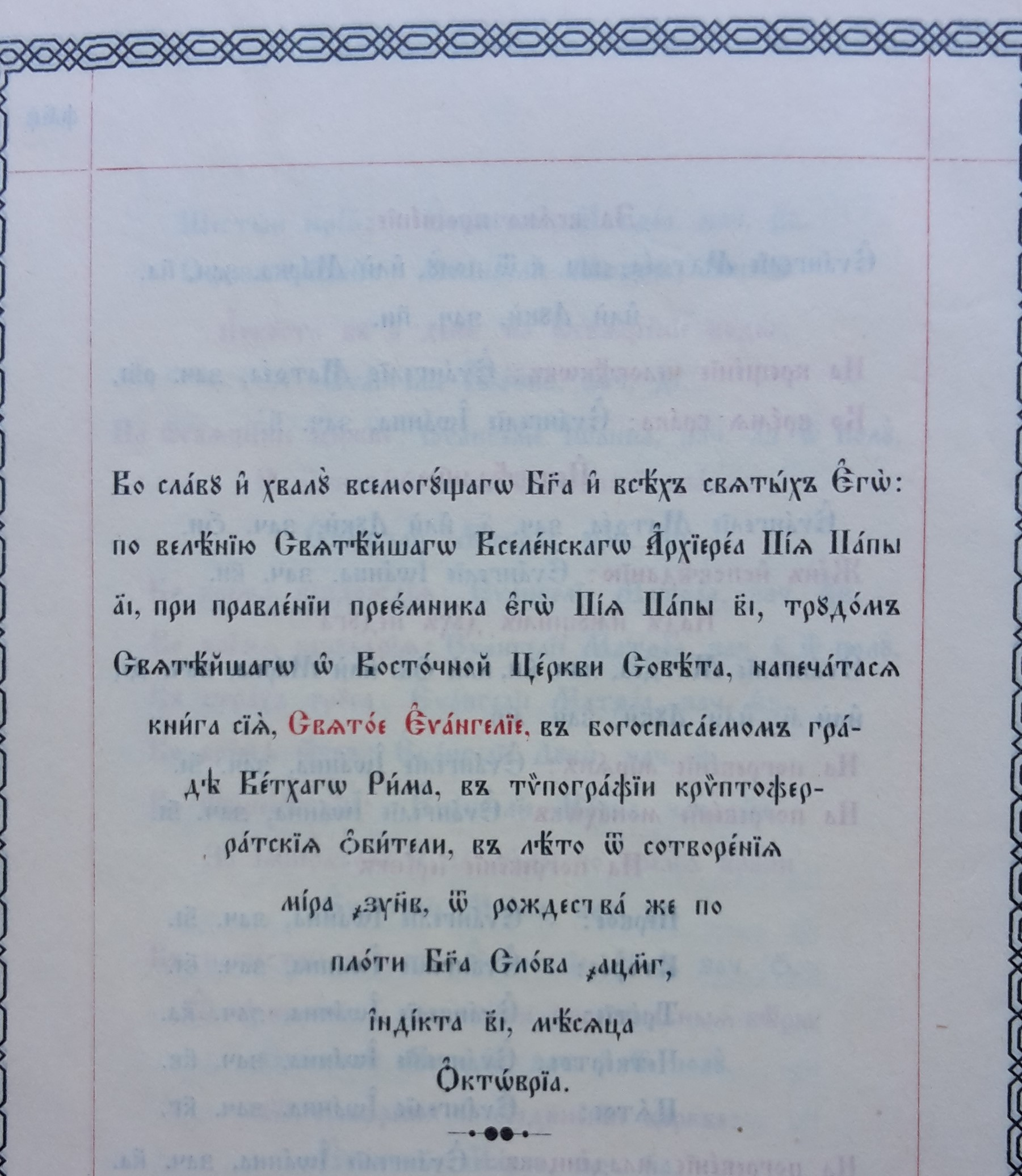
Выходные данные Богослужебного Евангелия, печать типографии монастыря Гроттаферрата

О проникновении славянских книг римской печати в СССР пишет протопресвитер Сергей Голованов, упоминая Никодима (Ротова), митрополита Ленинградского и Новгородского:

в 1966 г. он приезжал в Рим, где встречался с Папой Павлом VI и епископами Римской курии. Владыка Никодим подкупал римских прелатов своей откровенностью и непосредственностью... Из Рима он вывез в СССР множество богослужебной литературы византийского обряда, отпечатанной в аббатстве Гроттаферрата— Голованов С., протопресв. Очерк истории Русского католического экзархата византийского обряда.
Последующие делегации церковных лиц из СССР, а также привозили в страну экземпляры богослужебной литературы из Рима.

## Наиболее известные издания
- Помянник: С последованием общего молебна и панихиды. Рим, 1935.
- Служебник с текстом Божественной литургии св. Иоанна Златоуста. Рим, 1940.
- Божественная Литургия иже во святых отца нашего Иоанна Златоустаго. Рим: В фотолитографии Ф.Д.Е.В.Ф., 1941.
- Божественная литургия преждеосвященных. 1941.
- Божественная литургия иже во святых отца нашего Василия Великого. 1941.
- Последование вечерни, утрени и всенощнаго бдения. 1941.
- Служебник: Лiтургiкон сiесть служебник. 1942.
- Устав вечерни, утрени и Божественной литургии = Ordo celebrationis Vesperarum, Matutini et Divinae Liturgiae iuxta recensionem Ruthenorum. Romae, 1944.
- Служебник. 1942.
- Иерейский молитвослов. 1948.
- Божественная литургия иже во святых отца нашего Иоанна Златоустаго. 1949.
- Требник. [Сборник] в 5 частях. Часть 1. 1945. 296 с.; Часть 2. 1946. 318 с.; Часть 3. 1951. 344 с.; Часть 4. 1952. 371 с.; Часть 5. 1953. 204 с.
- Евангелие на недели и праздники.
- Евангелие богослужебное.
- Апостол на недели и праздники.
- Апостол богослужебный.
- Малый Требник. 1951. 508 с.
- Часослов. 1947. Второе издание 1950., Третье издание 1953.
- Литургикон сиесть служебник. 1952, 679 с.
- Последование иноческого пострижения. 1952.
- Книга Деяний и Посланий святых Апостолов. 1955. 735 с.
- Святое Евангелие. 1958. 544 с.
- Божественная литургия преждеосвященных. 1962.
- Последование вечерни, утрени и всенощнаго бдения. 1968.
- Божественная литургия иже во святых отца нашего Василия Великого. 1969.
- Архиератикон, или Служебник святительский. 1973 - 1975.
- Божественная литургия иже во святых отца нашего Иоанна Златоустаго. 1978.
- Служебник. 1983.
- Чин наречения и рукоположения архиерейского. 1961.
- Корен А., иером. Литургические схемы общественного богослужения. На русском языке. Рим: Руссикум, 1976.
- Божественная литургия святого апостола Иакова, брата Божия и первого иерарха Иерусалимского. 2-е издание напечатася разрешением Джорданвилльскаго Свято-Троицкаго монастыря в фотолитографии Криптоферратския обители в лето 1970.